# Günter Lamprecht
Günter Hans Lamprecht (n. 21 ianuarie 1930, Berlin, Republica de la Weimar – d. 4 octombrie 2022, Bad Godesberg, Renania de Nord-Westfalia, Germania) a fost un actor german.

## Date biografice
Lamprecht a fost fiul unui șofer de taxi. Günter a întrerupt ucenicia de tinichigiu și a început studiul actoriei, jucând în diferite filme și piese de teatru. Günter Lamprecht a scris o carte despre amintirile lui ca și copil, despre atrocitățile războiului cu bombardamentele în lanț americane și suferințele îndurate de populația civilă în Berlin în timpul ocupației sovietice.

## Filmografie (selectivă)
- 1960: Die Brücke des Schicksals
- 1964: Hafenpolizei: Quarantäne
- 1966: Melissa – Durbridge-Mehrteiler
- 1968: Der Meisterboxer (secvențe de la Millowitsch-Theater)
- 1970: Tatort: Taxi nach Leipzig
- 1973: Tatort: Kressin und die zwei Damen aus Jade
- 1973: Welt am Draht
- 1974: Martha
- 1974: Das Brot des Bäckers
- 1975: Tatort: Kurzschluss
- 1975: Stellenweise Glatteis
- 1976: Die Ilse ist weg
- 1977: Rückfälle
- 1977: Tatort: Flieder für Jaczek
- 1978: Die Ehe der Maria Braun
- 1979: Die Schattengrenze
- 1979; Die große Flatter
- 1979: Das gefrorene Herz
- 1980: Berlin Alexanderplatz
- 1981: Das Boot
- 1981: Tatort: Schattenboxen
- 1982: Tatort: Das Mädchen auf der Treppe
- 1982: Flüchtige Bekanntschaften
- 1982: Die Komplizen
- 1982: Milo Barus, der stärkste Mann der Welt
- 1984: Blutiger Schnee
- 1985: Liebe ist kein Argument
- 1986: Rote Küsse
- 1987: Gegen die Regel
- 1989: Dort oben im Wald bei diesen Leuten
- 1990: Der Tod zu Basel
- 1990: Ron und Tanja
- 1991: Herzsprung
- 1991: Tatort: Tini
- 1991: Tatort: Tödliche Vergangenheit
- 1991: Tatort: Blutwurstwalzer
- 1993: Tatort: Tod einer alten Frau
- 1993: Tatort: Berlin – Beste Lage
- 1993: Engel ohne Flügel
- 1994: Angst
- 1994: Tatort: Geschlossene Akten
- 1994: Tatort: Die Sache Baryschna
- 1995: Tatort: Endstation
- 1997: Berlin – Moskau
- 1998: Ein fast perfektes Alibi
- 1999: Mein Freund Balou
- 1999: Tatort: Drei Affen
- 2002: Epsteins Nacht